# Cryptocarya tomentosa
Cryptocarya tomentosa är en lagerväxtart som beskrevs av Carl Ludwig von Blume. Cryptocarya tomentosa ingår i släktet Cryptocarya och familjen lagerväxter. Inga underarter finns listade i Catalogue of Life.